# Maurice Kendall
Maurice Kendall   (Kettering i Regne Unit, 6 de setembre de 1907 - Redhill, 29 de març de 1983) va ser un estadístic anglès reconegut per la seva contribucions a l'Estadística. El coeficient de correlació tau de Kendall rep aquest nom en el seu honor.

## Educació i primers anys
Maurice Kendall va néixer a Kettering, Northamptonshire l'any 1907. De petit que va sobreviure a una meningitis cerebral, que era freqüentment fatal en aquell temps. Va estudiar matemàtiques a St John's College, Cambridge, on va jugar cricket i escacs (amb futurs campions com Conel Hugh O'Donel Alexander i Jacob Bronowski). Es va graduar en Matemàtiques el 1929, va ingressar al Servei Civil Britànic al Ministeri d'Agricultura. En aquesta posició es va anar interessant cada vegada més en l'ús de les estadístiques cap a qüestions agrícoles. Un dels seus primers treballs publicats a la Royal Statistical Society presenta l'estudi de productivitat dels cultius mitjançant anàlisi factorial. Va ser triat Fellow de la Royal Society el 1934.

## Contribucions
L'any 1937 va ajudar a Udny Yule, ja molt gran, en la revisió del seu llibre de text d'ús estès Introduction to the Theory of Statistics, conegut col·loquialment com el "Yule - Kendall". Els dos s'havien conegut per casualitat el 1935, i van fer una bona amistat fins a la mort Yule en 1951 (Yule va ser padrí de segon fill de Kendall).
Els anys 1938 i 1939 va començar a treballar, juntament amb Bernard Babington-Smith, sobre el problema de la generació de nombres aleatoris, desenvolupant tant un dels primers dispositius mecànics per generar nombres aleatoris, com una sèrie de proves d'aleatorietat estadística en un conjunt donat de dígits, proves que amb algunes petites modificacions van ser àmpliament utilitzades. Va publicar la segona col·lecció de dígits aleatoris més gran (100.000 en total, més de dues vegades més que la publicada per L. H. C Tippett el 1927) que va ser d'ús comú fins a la publicació de “A Million Random Digits with 100,000 Normal Deviates” de RAND Corporation el 1955.
Durant aquest període també va començar a treballar en el coeficient de correlació de rangs que porta actualment el seu nom (tau de Kendall).
A finals de la dècada de 1930, va ser, a més, part d'un grup de cinc estadístics que tractaven de produir una obra de referència que pogués resumir els esdeveniments recents en la teoria estadística, però que va ser cancel·lada a causa d'inici de la Segona Guerra Mundial.

## Temps de guerra
Kendall va arribar a ser ajudant del gerent general de la British Chamber of Shipping durant el dia i tenia responsabilitats respecte als raids antiaeris de nit. Malgrat aquestes restriccions del seu temps, va poder publicar el primer volum de “The Advanced Theory of Statistics” en 1943 i un segon volum en 1946.
Durant la guerra també va publicar una sèrie de treballs ampliant els de R. A. Fisher sobre la teoria dels estadístics k i va desenvolupar una sèrie d'extensions d'aquest treball a la dècada de 1950. Després de la guerra, va treballar en la teoria i la pràctica d'anàlisi de sèries temporals i va demostrar de manera concloent (amb els recursos informàtics escassos disponibles en aquells temps) que els periodogrames mostrals sense suavitzar eren estimadors fiables de l'espectre de població.

## London School of Economics
El 1949 va acceptar la segona càtedra d'Estadística a la London School of Economics, de la Universitat de Londres. Allà hi va treballar a temps parcial com a director de la nova Divisió de Tècniques d'Investigació. De 1952 a 1957 es va editar una obra en dos volums sobre les fonts estadístiques al Regne Unit, que va ser una referència estàndard fins a mitjans de la dècada de 1970.
En els anys cinquanta també va treballar en l'anàlisi multivariant, i el 1957 va publicar el text “Multivariate Analysis”. En el mateix any també va desenvolupar, juntament amb W. R. Buckland, un diccionari de termes estadístics, destinat a ajudar a fer les eines d'estadístiques més disponibles pels potencials usuaris en la indústria i el govern.

## CEIR i WFS
El 1961 va sortir de la Universitat de Londres i va exercir la direcció general (més tard la presidència) d'una empresa de consultoria, CEIR (posteriorment coneguda com a Scientific Control Systems), i en el mateix any va començar un període de dos anys com a president de la Royal Statistical Society. En la dècada de 1960 va publicar i coeditar diversos volums i monografies en la teoria estadística.
El 1972, es va convertir en el director de l'Enquesta Mundial de Fertilitat, un projecte patrocinat per l'International Statistical Institute i les Nacions Unides que tenia com a objectiu estudiar la fertilitat en els països desenvolupats i en vies de desenvolupament. Va continuar aquest treball fins a 1980, quan la manca de salut el va obligar a retirar-se.

## Guardons
El 1974 va ser nomenat Sir pel govern britànic pels seus serveis a la teoria de l'estadística i va rebre una medalla de les Nacions Unides el 1980, en reconeixement pel seu treball en l'Enquesta Mundial de Fecunditat. També va ser elegit membre de l'Acadèmia Britànica i va rebre el més alt honor de la Royal Statistical Society, la Medalla Guy d'or.
A més, havia exercit com a president de la Operational Research Society, l'Institute of Statisticians i va ser triat membre de l'American Statistical Association, l'Institute of Mathematical Statistics, l'Econometric Society i la British Computer Society. En el moment de la seva mort, el 1983, era president honorari de l'International Statistical Institute.

## Altres cites
- Ord, Keith (1984). "In Memoriam: Maurice George Kendall, 1907–1983". The American Statistician 38 (1): 36–37. DOI:10.1080/00031305.1984.10482870. JSTOR 2683557.
- Stuart, Alan (1984). "Sir Maurice Kendall, 1907–1983". Journal of the Royal Statistical Society, Series A 147 (1): 120–122. JSTOR 2981762.
- Bartholomew, D. J. (1983). "Obituary: Sir Maurice Kendall FBA". Journal of the Royal Statistical Society, Series D 32 (4): 445–446. JSTOR 2987557.
- Alan Stuart, Keith Ord, (1994). “Kendall's Advanced Theory of Statistics Volume 1 – Distribution Theory” London: Hodder Headline Group. ISBN 0-340-61430-7